# Ammobium
- Commons
- Wikispecies

Ammobium R.Br. ex Sims é um género botânico pertencente à família Asteraceae.

## Sinonímia
- Nablonium Cass.

## Espécies
- Ammobium alatum
- Ammobium calyceroides
- Ammobium craspedioides
- Ammobium plantagineum
- Ammobium spathulatum
- «Lista completa»